# 어두운 젊은 태양 역설
어두운 젊은 태양 역설(faint young Sun paradox), 어두운 젊은 태양 문제(faint young Sun problem)는 초기 지구에서 물이 액체 상태로 존재했다는 관찰 결과와, 당시 태양의 에너지 출력이 현재의 70% 가량 정도밖에 되지 않았을 것이라는 천체물리학적 설명이 서로 모순되는 현상을 가리킨다. 만약 태양이 방출하는 에너지가 현재의 70% 가량이었다면, 초기 지구는 완전히 얼어붙은 상태여야 하나, 초기 지구에는 물이 액체 상태로 존재했으며 생명체가 생길 수 있는 상태였을 것으로 추정하고 있다.
이 역설은 1972년 천문학자 칼 세이건과 조지 물렌이 제기하였다. 역설을 해결하기 위해 현재까지 제안된 가설에는 온실효과에 대한 고려, 행성 반사율의 변화, 천체물리학적 영향 고려 등이 있다. 일반적으로는 온실 기체인 이산화 탄소가 지구의 온도를 높이는 데 크게 기여하였다는 것이다.

## 태양의 진화
표준 태양 모형 등 항성구조에 대한 이론에서는 태양이 점차 밝아질 것이라고 예측하고 있다. 태양 중심에서 핵융합이 일어날 때, 양성자 4개와 전자 4개가 헬륨 원자핵 하나와 전자 2개로, 단위질량당 입자의 수가 감소함에 따라, 입자로 인해 발생하는 압력도 감소하여 상대적으로 중력의 영향력이 커지는데, 이로 인해 핵이 압축되어 온도가 증가해, 핵융합 반응이 증가하여 밝아지는 것이다.
최근 연구에 따르면, 현재 태양은 46억 년 전에 비해 약 1.4배 가량 밝으며, 밝아지는 속력 또한 점차 빨라지고 있다. 태양의 표면에서는 온도와 지름이 증가함에 따라 광도가 증가하며, 지구에서 보기에 이는 복사강제력으로 작용한다.

## 이론

### 온실 기체
칼 세이건과 조지 물렌은 처음 역설을 제기할 때, 암모니아 기체(NH3)가 고농도로 존재한다면 해결할 수 있으리라고 추정했으나, 이후 암모니아가 실제로 효과적인 온실 기체인 것은 맞으나, 대기에서 광화학적 과정으로 인해 질소(N2)와 수소(H2)로 쉽게 분해됨이 밝혀졌다. 이에 대해 칼 세이건은 광화학적 연무가 존재한다면 광화학적 분해가 저해되어 온실 기체로 작용할 수 있다고 추정했는데, 2001년 광화학적 모형을 통해 실험한 결과에서 불가능함이 밝혀졌으며, 이러한 연무가 존재할 경우 역으로 표면을 냉각시켜 온실 효과를 상쇄했을 가능성도 있다. 2010년 콜로라도 대학교의 연구진은 연무가 프랙탈 모양으로 생겼을 경우 암모니아가 온실 기체로 충분히 작용했을 수 있다는 가설을 제기하였다.
1970년대 후반부터는 지구 대기의 진화 과정 연구를 통해, 태양 복사가 적었던 시기 이산화 탄소(CO2)의 농도가 높았었다고 추정하고 있다. 현재 대기에 비해 이산화 탄소의 함량이 1000배 가량 많았다고 하면, 지구의 탄소 순환 및 태양의 진화 과정과 일치한다.
이산화 탄소의 농도가 높아지는 주요 기작은 탄소 순환이다. 긴 시간 규모에서는 탄산염-규산염 순환이라고 부르는 무기 탄소 순환이 CO2의 대기-표면 분포를 결정하며, 특히 표면 온도가 낮을 때는 강우와 풍화가 줄어, 50만 년 만에 대기 중 이산화 탄소 농도가 증가할 수 있다.
지구를 3차원 공간 대신 점 하나로 간주하는 1차원 기후 모형 시뮬레이션을 통해, 45억 년 전 태양이 30% 가량 어두울 경우, 기온이 어는점 이상으로 유지되려면 CO2의 압력이 약 0.1바 이상이어야 하며, 상한선은 10바라는 결과가 산출되었다.
이산화 탄소의 함량 자체는 아직 논쟁거리로 남아 있다. 2001년에는 지각 변동이 활발한 초기 지구의 해저면에서 일어나는 풍화로 인해 이산화 탄소의 농도가 줄어들었을 가능성이 제기되었으며, 2010년에는 호상철광층을 분석한 결과에서 자철석(Fe3O4)이나 능철석(FeCO3) 등 철이 포함된 광물이 지구 역사 앞 반에만 형성되고, 이후에는 형성되지 않은 사실이 밝혀졌다.
이산화 탄소 이외에, 메테인 세균 등 메테인(CH4)을 만드는 무산소 단세포 생물도 온실 효과에 기여했을 가능성이 있다.

### 조석 가열
달은 당시 지구와 더 가까이 있었으며, 지구의 자전 속도도 더 빨랐기 때문에, 현재보다 조석 가열이 더 강하게 일어났다. 이에 대한 기존의 연구 결과에서는, 조석 가열을 최대로 가정했을 경우에도 제곱미터당 0.02와트밖에 되지 않아, 태양열로 인해 지구 대기가 가열되는 정도는 제곱미터당 1,000와트 이상인 것과 비교하면 거의 영향이 없는 것과 다름없으리라고 보았다.
하지만 2021년 경 독일의 한 연구팀에서는 이러한 계산이 너무 단순하게 행해졌으며, 그럴듯한 모형 일부를 적용하면 가열 정도는 제곱미터당 10와트 이상이 되어, 1억 년에 걸쳐 평형 온도를 5도 가량 올렸을 수 있다고 주장하였다. 이 효과에 따르면 역설이 부분적으로 해소되기는 하나, 온실 효과 등 다른 원인을 고려하지 않고 역설을 완전히 해결할 수는 없다. 이러한 이론에서 근간이 되는, 달이 로슈 한계 바로 바깥에서 형성되었다는 가정이 맞는지는 확실하지 않으나, 자기화된 파편으로 이루어진 원반이 달에게 각운동량을 전달해 더 높은 궤도로 옮겨갔을 가능성은 있다.

### 우주선
이스라엘과 미국의 물리학자 니르 샤비브는, 덴마크의 물리학자 헨리크 스벤스마크의 우주선의 냉각 효과 가설을 이용해, 우주선과 태양풍의 효과를 고려한 이론을 제안하였다. 샤비브의 이론에 따르면, 초기 태양은 지금보다 더 강하게 태양풍을 내뿜어, 우주선을 차폐해 주는 효과를 나타냈으며, 이를 고려하면 현재와 비슷한 수준의 온실 효과로도 대부분 얼음이 없는 상태의 지구가 만들어진다. 초기 태양에서 태양풍이 강했다는 증거는 운석에 나타나 있다.

### 태양의 질량 손실
어두운 젊은 태양은 태양풍이 더 강해 에너지 방출량이 많아, 온실 효과만 고려했을 때의 표면 온도가 낮은 점을 상쇄할 수 있을 것이라는 이론은 여러 차례 제기되었다. 외계 행성 관측 결과로 추정할 때, 태양은 일생 동안 전체의 5~6% 가량 질량을 잃었고, 이를 통해 더 일정한 에너지 방출이 일어났다. (초기 태양에는 질량이 더 많았기 때문에, 에너지 출력이 더 많았다)
시생누대의 온난한 환경을 설명하기 위해서는 이 질량 손실 기간이 약 10억 년 가량 지속되었어야 하나, 운석 및 월면 표본의 이온 부식 흔적에 따르면 태양풍 플럭스가 증가한 시기는 1억 년 정도밖에 되지 않는다. 태양과 유사한 항성인 큰곰자리 파이¹을 관측하여 구한 항성풍이 감소하는 비율도 이와 일치하기 때문에, 태양풍에 대한 설명만으로는 어두운 젊은 태양 역설을 해결할 수 없다.

### 구름의 변화
온실 기체로 인한 효과가 태양이 어두운 것을 완전히 상쇄하지 못한다면, 표면 반사율이 더 낮았다고 설명할 수도 있다. 당시 물 바깥으로 드러난 육지의 면적이 더 좁았기 때문에, 바람에 날린 먼지와 생물학적 요인으로 생기는 구름 응집핵의 수가 더 적어, 생기는 구름의 수가 더 적었을 것이며, 이로 인해 표면 반사율이 감소하면 표면에 도달하는 태양 복사가 감소한다. 이에 대해 2011년에 진행한 한 연구에서는 구름으로 반사율이 변할 경우 표면 온도의 변화는 그리 크지 않으며, 아무리 높게 보더라도 어는점 바로 위까지밖에 덥히지 못할 것이라고 추정하였다.
이 시기 우주선의 양이 감소한 것을 구름의 양이 줄었다고 해석하는 관점도 있는데, 이온 자체는 응집핵처럼 구름의 형성에 큰 영향을 끼치지 못하고, 우주선과 평균 기온 사이에는 관련이 없다는 점이 지적받고 있다. 현재까지 구름은 3차원 전지구적 기후 모형 계산에서 중요한 요소로 고려하고 있으며, 구름의 변화와 표면 온도 변화 사이에 어떠한 관련이 있는지에 대한 정설은 아직 정해지지 않았다.

### 국부적 허블 팽창
2022년 기준, 중력적으로 구속된 계에서의 허블 팽창에 대해, 시뮬레이션 결과와 실제 관측 모두 어떠한 결론을 내리기에는 부족한 상태이지만, 국부적으로 허블 팽창이 일어났을 경우, 어두운 젊은 태양 역설을 포함해, 궤도 변화의 변칙적 현상을 설명할 수 있을 것이라는 주장은 제기된 바 있다.

### 가이아 이론
가이아 이론은 생물체가 생존할 수 있는 환경을 유지하기 위해 생물학적 과정을 통해 지구의 표면 기후를 스스로 안정적으로 유지한다는 가설이다. 현재 탄소 순환 등 유기적 과정은 기후 변화를 줄이는 방향으로 움직이고 있으며, 지구 표면은 지금까지 계속해서 생명체가 살 수 있는 환경으로 유지되어 왔다는 점에서, 현실적으로 증명하기 매우 어려운 이론이라는 비판을 받고 있으며, 또한 눈덩이 지구 등 기후가 극단적으로 변화하는 환경에서도 지구 표면에서 생명체는 살아남았다는 사실도 반례로 작용하고 있다. 가이아 이론이 작용하는 정도에 따라, 가이아 이론에는 '강한' 이론부터 '약한' 이론까지 여러 종류가 있는데, 이로 인해서도 학계에서 상당한 논쟁이 벌어지고 있다.

## 다른 행성의 경우

### 화성
화성 또한 어두운 젊은 태양 역설과 같은 현상을 보인다. 화성 표면에는 물길의 흔적, 변형을 겪은 충돌구, 계곡 구조 등 물이 액체 상태로 존재했다는 증거가 여럿 남아 있어, 노아키아기(41억 ~ 37억 년 전)에는 표면에 강과 바다가 있어 현재 지구와 유사한 모습이었을 것으로 추정하고 있으나, 화성의 궤도는 지구보다도 멀리 있으며, 지구의 경우와 마찬가지로 당시 태양은 더 어두웠기 때문에, 화성에 어떻게 따듯하고 습한 기후가 형성되었는지는 확실하지 않다. 과학계 일각에서는 이러한 지형 중 일부가 물이 흐르지 않고도 형성될 수 있다고 보기도 하나, 남반구 고원에서의 수류침식 흔적 등 지질학적 증거 다수는 당시 화성이 온난 반건조 기후였다고 설명할 경우 정확히 일치한다.
초기 화성의 궤도와 태양활동의 상태를 고려할 때, 온실 효과로 표면 온도가 최소한 65 K는 증가해야 표면에 물이 흘러 이러한 지형이 형성될 수 있다. 이 정도로 기온을 올리려면 대부분 CO2로 이루어진 두꺼운 대기가 있었어야 하는데, 선노아키아기 및 노아키아기의 화산활동 정도를 알 수 없어 추정에 어려움을 겪고 있다. 지구에서는 CO2가 탄산염으로 바뀌어 침강하기 때문에, 탄산염을 측정하면 대기에 CO2가 어느 정도였는지를 간접적으로 추정할 수 있을 것으로 보나, 현재 화성의 대기에서는 CO2 침강이 온실 효과보다 빨라 당시 탄산염이 대량으로 생길 정도로 CO2가 축적되기 힘들었을 것이라는 한계가 있다.
CO2 단독으로는 화성에서의 온실 효과가 물이 생길 정도로 강했다고 설명하기 힘들기 때문에, 최근 이론에서는 CO2-H2 기체나 메테인 기체가 간헐적으로 방출되어 초기 화성에서 온실 효과를 일으켰을 가능성을 제기하고 있다.

### 금성
금성의 대기는 96% 가량이 CO2로 이루어져 있다. 약 40억 년 전, 태양이 25 ~ 30% 가량 어둡던 시기에는 금성의 표면 온도가 현재보다 매우 낮아, 물의 순환이 일어나는 등 기후가 현대 지구와 비슷했을 것으로 추정하고 있으나, 화산 분출 등으로 인해 온실 효과가 폭주한 후 현재와 같은 모습이 되었다.

## 같이 보기
- 명왕누대
- 유효온도
- 고기후학